# دنی بیلی
دنی بیلی (انگلیسی: Danny Bailey؛ زادهٔ ۲۱ مهٔ ۱۹۶۴) بازیکن فوتبال اهل بریتانیا است.
از باشگاه‌هایی که در آن بازی کرده‌است می‌توان به باشگاه فوتبال استانستد، باشگاه فوتبال چیپنهام تاون، باشگاه فوتبال ویلدستون، باشگاه فوتبال ویر، باشگاه فوتبال تورکی یونایتد، باشگاه فوتبال ردینگ، باشگاه فوتبال آیلزبری یونایتد، باشگاه فوتبال بث سیتی، باشگاه فوتبال ویموث، باشگاه فوتبال ای‌اف‌سی بورنموث، باشگاه فوتبال ولینگ یونایتد، باشگاه فوتبال وستون سوپر مار، باشگاه فوتبال فارن‌بورو، باشگاه فوتبال فارست گرین راورز، باشگاه فوتبال گرایس اتلتیک، باشگاه فوتبال فولام، باشگاه فوتبال ومبلی، باشگاه فوتبال اکستر سیتی، باشگاه فوتبال سلو تاون، و باشگاه فوتبال چشام یونایتد اشاره کرد.